# Agrilus caepa
Agrilus caepa es una especie de insecto del género Agrilus, familia Buprestidae, orden Coleoptera.
Fue descrita científicamente por Curletti & Dutto, 1999.